# 纤精酮
纤精酮是一种有机化合物，分子式C15H22O4，能作为4-羟基苯丙酮酸双加氧酶抑制剂（HPPD抑制剂）类除草剂。